# Koroški oktet
Koroški oktet je znana koroška moška vokalna skupina, ki je nastala leta 1961.
Trenutna zasedba (2025): 
- Martin Grm, prvi tenor
- Marko Čevnik, prvi tenor
- Peter Čuješ, drugi tenor
- Peter Slanič, drugi tenor
- Avgust Mitnjek, bariton
- Andrej Čurč, bariton
- Grega Osojnik, drugi bas
- Robi Čuješ, drugi bas
- Peter Slanič, umetniški voja